# Jaipurite
La jaipurite est un minéral de la famille des sulfures. Il s'agit d'un minéral reconnu par l'Association internationale de minéralogie (IMA) au titre des dénominations antérieures à 1959, mais qualifié de contestable.

## Caractéristiques
La jaipurite est un sulfure de cobalt de formule chimique CoS qui cristallise dans le système hexagonal.

## Classification
Selon la classification de Nickel-Strunz, la jaipurite appartient à "02.C - Sulfures métalliques, M:S = 1:1 (et similaires), avec Ni, Fe, Co, PGE, etc." avec les minéraux suivants : achavalite, breithauptite, fréboldite, kotulskite, nickéline, sederholmite, sobolevskite, stumpflite, sudburyite, langisite, zlatogorite, pyrrhotite, smithite, troïlite, chérépanovite, modderite, ruthénarsénite, westerveldite, millérite, mäkinenite, mackinawite, hexatestibiopanickélite, vavřínite, braggite, coopérite et vysotskite.

## Découverte et gisements
La jaipurite fut découverte en 1880 dans la mine Khetri, dans le district de Jaipur (Rajasthan, Inde). On l'a également trouvée à Kaiblinggraben (Styrie, Autriche), dans le district Carrizal Alto (Région d'Atacama, Chili), à Kouvervaara (Finlande) et dans le massif des Khibiny, dans la péninsule de Kola (Oblast de Mourmansk en Russie).